# Filaret (Zwieriew)
Filaret, imię świeckie Jurij Zwieriew (ur. 1971 w Stachanowie, w obwodzie woroszyłowgradzkim) – biskup Ukraińskiego Kościoła Prawosławnego Patriarchatu Moskiewskiego.

## Życiorys
Ukończył studia medyczne w Połtawie. W czasie studiów służył w soborze św. Makarego w Połtawie jako lektor, dzwonnik i hipodiakon. W 1995 został wyświęcony na diakona, następnie na kapłana. W 2002 został proboszczem cerkwi przy zarządzie eparchii połtawskiej oraz jej rzecznikiem prasowym. Był również wykładowcą szkoły duchownej w Połtawie, przekształconej następnie w seminarium duchowne.
W 1999 ukończył seminarium duchowne w Kijowie, zaś w 2008 uzyskał tytuł magistra teologii w Akademii Teologicznej w Użhorodzie. W 2009 obronił na tej samej uczelni rozprawę doktorską z teologii. Wcześniej, w 2007, został wyznaczony na przewodniczącego komisji liturgicznej Ukraińskiego Kościoła Prawosławnego Patriarchatu Moskiewskiego. W tym samym roku złożył wieczyste śluby zakonne, przyjmując imię Filaret na cześć św. Filareta, metropolity moskiewskiego.
10 lutego 2011 Święty Synod Ukraińskiego Kościoła Prawosławnego nominował go na biskupa nowokachowskiego i heniczeskiego. Uroczysta chirotonia została przeprowadzona dwa dni później w ławrze Peczerskiej, z udziałem metropolity kijowskiego i całej Ukrainy Włodzimierza, arcybiskupów białocerkiewskiego i bogusławskiego Mitrofana, wyszhorodzkiego Pawła, połtawskiego i myrhorodzkiego Filipa, boryspolskiego Antoniego, perejasław-chmielnickiego Aleksandra oraz biskupów makarowskiego Hilarego, aleksandryjskiego i swietłowodzkiego Antoniego, wasylkowskiego Pantelejmona, drohobyckiego Filareta oraz browarskiego Teodozjusza.
W 2011 wszedł w skład Wyższej Rady Cerkiewnej Ukraińskiego Kościoła Prawosławnego Patriarchatu Moskiewskiego. 28 lipca 2017 r. został podniesiony do godności arcybiskupa. 17 sierpnia 2020 r. otrzymał godność metropolity.